# يان بلاجيك
يان بلاجيك (بالتشيكية: Jan Blažek)‏ هو لاعب كرة قدم تشيكي في مركز الهجوم، ولد في 20 مارس 1988 في ترتنوف في جمهورية التشيك. شارك مع منتخب التشيك تحت 17 سنة لكرة القدم ومنتخب التشيك تحت 19 سنة لكرة القدم ومنتخب جمهورية التشيك تحت 21 سنة لكرة القدم ومنتخب جمهورية التشيك لكرة القدم. أما مع النوادي، فقد لعب مع بييلسكو بياوا ودوكلا براغ وسلافيا براغ ونادي أبولون سميرني ونادي سلوفان ليبيريتس ونادي لاريسا.

## وصلات خارجية
- يان بلاجيك على موقع الاتحاد الدولي (مؤرشف)  (الإنجليزية)
- يان بلاجيك على موقع الاتحاد الأوربي (الإنجليزية)
- يان بلاجيك على موقع الاتحاد التشيكي (الإنجليزية)
- يان بلاجيك على موقع قاعدة بيانات كرة القدم.إي يو (الإنجليزية)
- يان بلاجيك على موقع ناشيونال فوتبول تيمز (الإنجليزية)
- يان بلاجيك على موقع Soccerway.com (الإنجليزية)